# アベサロム・ヴェクア
アベサロム・ヴェクア（グルジア語: აბესალომ ვეკუა、グルジア語ラテン翻字: Abesalom Vekua、1925年11月1日 – 2014年2月19日）は、ジョージアの科学者、古生物学者。

## 生涯
1925年にザカフカースSFSRのポティで誕生。1956年にトビリシ国立大学の地理地質学部および土木地質学部を卒業。1956年から1957年までジョージア科学アカデミーで古生物学研究所の所長を務め、1957年から1979年まで脊椎動物本部の副本部長、1979年に同本部長を務めた。その後、ジョージア国立博物館の主任研究員。
ヴェクアはモノグラフ10本を含め、総数229本の科学論文を発表した。論文は「ネイチャー」や「サイエンス」をはじめとする、アメリカ、イギリス、スペイン、ロシア、ドイツ、イタリア、フランスなどの世界各国の科学雑誌に掲載された。ヴェクアはこれまで科学的に知られていなかった動物種を発見・研究し、ジョージアの古生物学の発展に多大な貢献をした。

## 賞
- 2001年 — 名誉勲章
- 2003年 — ポティ名誉市民
- 2004年 — ジョージア国家賞（科学技術部門）
1992年から2001年にかけて自然科学分野で行われた一連の研究に対して — 『初期のヒト科動物であるドマニシ原人の境遇、彼らの物質的文化と自然環境について』

## 所属
- ジョージア科学アカデミー — 会員（2001年–）
- ジョージア領土協会 — 会長（1995年–）
- ファシス・アカデミー — 会員